# Blanche d'Antigny
Blanche d'Antigny (Martizay, Francia, 9 de mayo de 1840 – París, 30 de junio de 1874) fue una cantante y actriz francesa cuya fama descansa hoy principalmente en el hecho de que Émile Zola la utilizara como modelo principal de su novela Nana.

## Biografía
Blanche d'Antigny se llamó en realidad Marie-Ernestine Blanche d'Antigny y nació en Martizay, Francia. Su padre, Jean d'Antigny, era el sacristán de una iglesia local. A los 14 años huyó a Bucarest con un grupo de gitanos. A su regreso a París, trabajó en el circo y en diversas salas de baile. También posó para Paul Baudry en su pintura Magdalena penitente. En esa época se convirtió en amante de un jefe de policía ruso, Mesentzov, que la llevó a San Petersburgo. Pero enterada la zarina, se vio obligada a huir hacia Wiesbaden.
Más tarde se convirtió en estrella de opereta y su vida dio un nuevo giro, tal como lo describiría Émile Zola en su novela Nana. Su éxito fue arrollador, lo que atrajo a decenas de ricos pretendientes. El famoso director de teatro Hervé la eligió para hacer el papel de Frédégonde en Chilpéric (1868) y subió al escenario para interpretar a Marguerite, en su obra maestra titulada Le petit Faust (1869), una parodia brillante tanto de la obra de Goethe como de la ópera de Gounod. Blanche d'Antigny pasó a desempeñar los papeles principales en todos los éxitos de Hervé, así como en los de Offenbach y sus discípulos (Le tour du chien vert, L'oeil crevé, La vida parisina, La Cocotte aux œufs d'or, etc.) entre 1870 y 1873. Sus admiradores la bañaron en regalos y sus pretendientes gastaron enormes sumas de dinero en ella, pero ella no supo aferrarse a nada de eso.
Tras el escándalo causado por la ruina económica de uno de sus amantes, D'Antigny pensó que era mejor dejar París por un tiempo. Se marchó a Egipto, y allí apareció en un escenario de El Cairo. También tuvo un romance con el jedive Ismail Pachá. Volvió a Francia enferma de fiebre tifoidea y tuvo una muerte lenta y dolorosa. Pobre y abandonada por todos sus amigos, Blanche d'Antigny fue enterrada en el Cementerio del Père-Lachaise en París.